# 王定南
王定南（1910年—1990年），男，河南内乡人，中华人民共和国政治人物，曾任山西省文史研究馆馆长，山西省政协副主席，第五、六、七届全国政协委员。